# One Dance
Singles de Drake
Come and See Me
(2016) Pop Style
(2016)
One Dance est une chanson de Drake featuring Wizkid et Kyla. Elle se classe numéro un des ventes en avril 2016 dans de nombreux pays, dont la France.

## Classements hebdomadaires
| Classement (2016)                        | Meilleure place |
| ---------------------------------------- | --------------- |
| Allemagne (Media Control AG)             | 1               |
| Australie (ARIA)                         | 1               |
| Autriche (Ö3 Austria Top 40)             | 3               |
| Belgique (Flandre Ultratop 50 Airplay)   | 2               |
| Belgique (Flandre Ultratop 50 Singles)   | 1               |
| Belgique (Flandre Ultratop R&B/Hip-Hop)  | 1               |
| Belgique (Wallonie Ultratop 50 Airplay)  | 5               |
| Belgique (Wallonie Ultratop 50 Singles)  | 2               |
| Belgique (Wallonie Ultratop R&B/Hip-Hop) | 7               |
| Canada (Hot 100)                         | 1               |
| Danemark (Tracklisten)                   | 2               |
| Écosse (OCC)                             | 2               |
| Espagne (PROMUSICAE)                     | 7               |
| États-Unis (Hot 100)                     | 1               |
| Finlande (Suomen virallinen lista)       | 2               |
| France (SNEP)                            | 1               |
| Hongrie (Rádiós Top 40)                  | 12              |
| Irlande (IRMA)                           | 1               |
| Italie (FIMI)                            | 6               |
| Nouvelle-Zélande (RMNZ)                  | 1               |
| Pays-Bas (Single Top 100)                | 1               |
| Royaume-Uni (UK Singles Chart)           | 1               |
| Royaume-Uni (UK R&B Chart)               | 1               |
| Suède (Sverigetopplistan)                | 1               |
| Suisse (Schweizer Hitparade)             | 1               |

## Certification
| Région                                                                                                 | Certification | Ventes/Streams |
| --- | ------------- | -------------- |
| France (SNEP)                                                                                          | Diamant       |                |
| *Ventes selon la certification ^Mise en rayon selon la certification xNon précisé par la certification |               |                |